# Wir sind jung. Wir sind stark.
Wir sind jung. Wir sind stark. ist ein deutscher Spielfilm des Regisseurs Burhan Qurbani aus dem Jahr 2014. Am Beispiel einer Gruppe Jugendlicher erzählt der Film von den Ausschreitungen in Rostock-Lichtenhagen am 24. August 1992. In den Hauptrollen ist er mit Devid Striesow, Jonas Nay und Trang Le Hong besetzt. Es handelt sich um eine Koproduktion von UFA Fiction, ZDF und Arte.

## Handlung

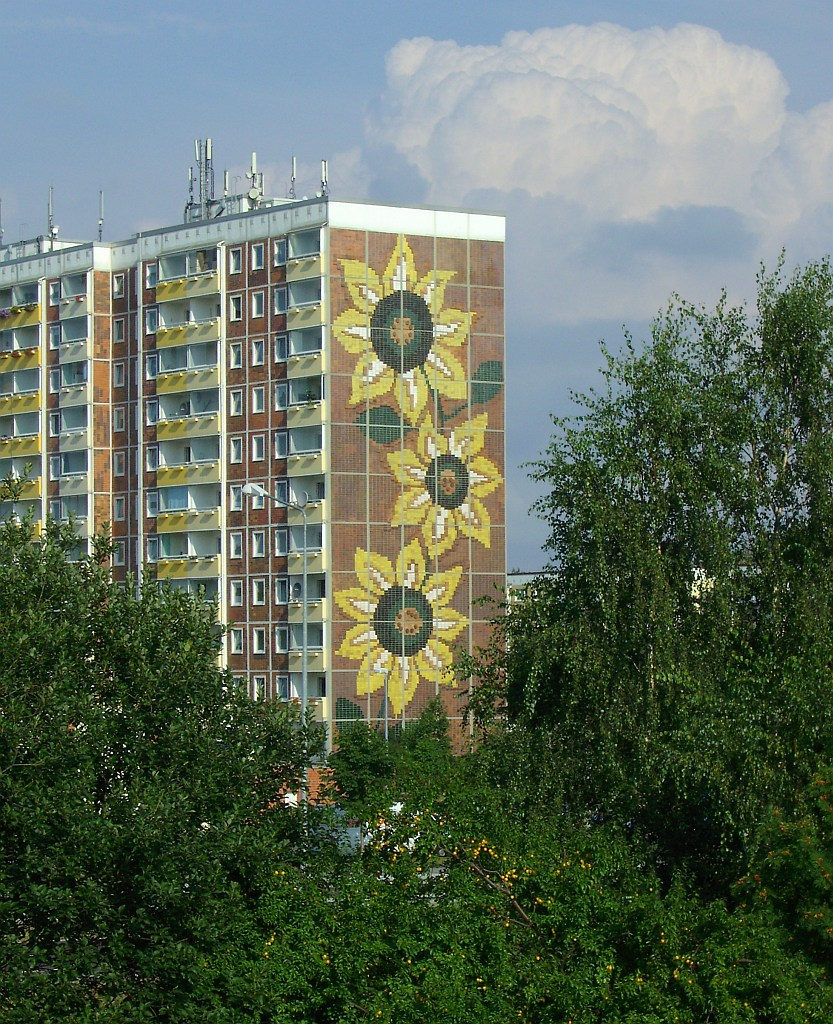
Sonnenblumenhaus im Jahr 2006

Rostock-Lichtenhagen, am Morgen des 24. August 1992: Weil die Zentrale Aufnahmestelle für Asylbewerber in Rostock (ZASt) überfüllt ist, campieren Sinti und Roma vor dem Haus. Nachdem es in den vergangenen Tagen bereits zu rechtsradikalen Ausschreitungen gekommen war, gleicht die Plattenbausiedlung einem Schlachtfeld. Geplagt von Langeweile lungert eine Gruppe deutscher Jugendlicher in einem Kleinbus herum. Zu ihnen gehören Sandro, der Anführer der Gruppe, der draufgängerische Robbie und Stefan, der Sohn von Martin, einem sozialdemokratischen Lokalpolitiker. Als ein Streifenwagen vorbeifährt, werden die Spannungen zwischen den Jugendlichen und der Polizei deutlich.
Martin, der Vater von Stefan, gibt im Fernsehen seine Entscheidung bekannt, die Asylbewerber trotz der Bedrohung durch die Einheimischen nicht zu evakuieren. Wenig später muss er mit ansehen, wie sein Vorgesetzter die Sinti und Roma aus Sicherheitsgründen doch evakuieren lässt. Für den Abend sind weitere Proteste durch Einheimische angekündigt, da sich noch zahlreiche Vietnamesen im Gebäude befinden. Da Martin von Stefans Verbindung zu Robbie weiß, macht er sich Sorgen um seinen Sohn, zumal er ihn nicht erreichen kann.
Die Gruppe um Sandro, Robbie und Stefan ist derweil in Sandros Auto unterwegs. Dabei wird Sandro durch Robbie provoziert, der ihm die neonazistische Musik abstellt. Sandro schleppt Robbie daraufhin einige Meter in den Wald, wo er ihn fast zu Tode würgt. Anschließend begibt sich die Gruppe an den Ostseestrand. Dort macht sich Tabor einen Spaß, indem er seinem schlafenden Kumpel Goldhahn, den Robbie wegen dessen Namen zuvor als Juden verspottet hatte, mit Sonnencreme ein Hakenkreuz auf die Stirn malt, das durch den Sonnenbrand fortan sichtbar bleibt. Währenddessen badet Stefan mit Jennie, die ihn dabei küsst.
Am Abend begibt sich die Gruppe um Sandro, Robbie und Stefan zu den Protesten der Einheimischen vor dem „Sonnenblumenhaus“, wie das Asylbewerberheim aufgrund der Wandbemalung auch genannt wird. Die Polizei schützt das Haus und steht zwischen dem Haus und den Protestierenden. Martin versucht währenddessen, die Ausschreitungen zu Hause auszusitzen. Dennoch beginnt er bald, in Stefans Zimmer nach möglichen Hinweisen für dessen Aufenthaltsort zu suchen. Weil er nichts findet und er Stefan beim „Sonnenblumenhaus“ vermutet, begibt er sich dorthin.
Vor Ort hat sich die Polizei mittlerweile vor dem wütenden Mob zurückgezogen. Die Proteste eskalieren, als Stefan den ersten Molotowcocktail in ein Fenster wirft. Kurz darauf wird das Haus gestürmt mit dem Ziel, die Asylbewerber zu lynchen. In blanker Angst versucht sich die Vietnamesin Lien mit ihren Angehörigen in einem der obersten Stockwerke in Sicherheit zu bringen. Lien gelingt es in letzter Minute, ihren unten zurückgebliebenen Bruder mit nach oben zu holen.
Weil sie in den unteren Stockwerken keine Asylanten finden, verwüsten Robbie und Stefan eine der Wohnungen und setzen diese in Brand. Unten vor dem Haus skandiert die wütende Menge „Deutschland den Deutschen! Ausländer raus!“. In der Menge ist auch Martin, dessen Gegenprotest aber keine Chance hat. Plötzlich sieht er seinen Sohn auf der Brüstung eines Balkons stehen, der mit Handbewegungen die Menge weiter aufheizt. Mittlerweile ist die Polizei wieder zum „Sonnenblumenhaus“ zurückgekehrt und gewinnt über die Lage allmählich wieder die Kontrolle.
Am nächsten Morgen wacht Lien zusammen mit den anderen Vietnamesen in einem notdürftigen Lazarett auf. Als sie auf die Straße hinaustritt, wird sie von einem Kind mit einem Stein beworfen.

## Produktion
Als Drehort fungierte ein leerstehender Plattenbau in Halle, da das originale Sonnenblumen-Haus noch bewohnt ist. Zudem ist der Platz vor dem Haus mittlerweile bebaut. Es kamen 500 Komparsen zum Einsatz.

## Inszenierung
Bis zu dem Zeitpunkt am Abend, an dem die Clique den Fernsehreportern vor dem Sonnenblumenhaus ein Interview gibt, ist der Film schwarzweiß im Seitenverhältnis 1,85:1. Das kurze Interview in Farbe ist ein 4:3-ähnliches Fernsehformat. Danach bleibt das Bild farbig und wechselt zum Seitenverhältnis 2,35:1.

## Veröffentlichung
Der deutsche Kinostart war am 22. Januar 2015. Seit dem 24. Juli 2015 ist der Film sowohl auf DVD als auch auf Blu-ray erhältlich.

## Einspielergebnis und Besucherzahl
Der Film erlangte in Deutschland ein Einspielergebnis von mindestens 662.081 Euro und seit 2014 eine Kino-Besucherzahl von 107.514.

## Kritik
Der Film erhielt gemischte Kritiken. Die Filmzeitschrift epd Film bezeichnete den Film als „wichtigen Beitrag zur Integrationsdebatte in Deutschland“, wie schon Qurbanis Debütfilm Shahada (2010). Wir sind jung. Wir sind stark. nähere „sich seinem Thema ebenso souverän wie kunstvoll“ und bediene „keine Vorurteile“. Der Film umkreise „mit großer Sensibilität“, was „beide Gruppen [Neonazis und Vietnamesen d. R.] in dieser Nacht zu Todfeinden macht“. Dabei verweise er „auf ökonomische Rahmenbedingungen und den permanenten Veränderungsprozess in der ehemaligen DDR, in der sich viele als Verlierer der Geschichte empfanden“. Dennoch löse der Film „nicht alles in naheliegenden Erklärungsmustern auf“, stattdessen erscheinen „Psychologie und Psychopathologie […] als entscheidende Faktoren, gewissermaßen als Brandbeschleuniger“.
Die Frankfurter Allgemeine Zeitung kritisierte hingegen, der Film würde trotz einem „Heer von Statisten“ doch „nur eine Außenansicht bieten“. Der Film zeuge nicht von einem „aufklärerischen Willen“. Weil „er alles zeigen will“, zeige „er von allem nur etwas“. Dabei fokussiere er sich auf das, „was den Zuschauer anrührend verstören könnte: die Verlorenheit einer Jugend in einer Umbruchsituation, die Unsicherheit der Politik in den Fragen der Zuwanderung oder auch die lauernde Bosheit des Kleinbürgers, die hier eine bloße Fratze bleibt“.
Roderich Fabian von Bayern 2 bezeichnete Wir sind jung. Wir sind stark. als einen Film, „der entscheidend zu kurz denkt“. Offenbar würden „ein paar überzeugte Nazis reichen, um eine ganze Gruppe von eigentlich sympathischen und vernunftbegabten jungen Leuten zu rassistischer Gewalt anzustacheln“. In der Konzentration auf die Clique „entsteht hier fast so etwas wie eine Rechtfertigung ihrer Taten“. Gerade im Angesicht der jüngsten Anschläge sei dies „entschieden zu kurz gedacht“.
Der Film-Dienst bewertete den Film als „sehenswert“ und beurteilte ihn als einen differenzierenden Rückblick und „mit großem handwerklichem Geschick“ inszeniert.
Die Jury der Deutschen Film- und Medienbewertung verlieh dem Film das Prädikat „besonders wertvoll“ und begründete das damit, dass er „einen dramaturgisch fesselnden Spannungsbogen“ aufbaue. Obwohl die „Handlung weitgehend den Fakten folgt“, sei ein „eigenständiger Plot zum Thema Rassismus, Macht von Ideologien [und] einer verunsicherten Generation im Umschwung“ entstanden. Gelobt wurden außerdem Kamera, Musik sowie die Leistungen der Darsteller.

## Auszeichnungen
Bei der Präsentation des Films bei den Hofer Filmtagen im Oktober 2014 wurden Jill Schwarzer (Szenenbild) und Juliane Maier (Kostüme) ausgezeichnet. Regisseur Qurbani war für den German Cinema New Talent Award nominiert.
Darüber hinaus erhielt der Film drei Nominierungen beim Deutschen Filmpreis 2015, darunter in den Kategorien Bester programmfüllender Spielfilm und Beste Kamera. Joel Basman gewann den Preis als bester Nebendarsteller.